# TT117
TT117 (Theban Tomb 117) è la sigla che identifica una delle Tombe dei Nobili ubicate nell’area della cosiddetta Necropoli Tebana, sulla sponda occidentale del Nilo dinanzi alla città di Luxor, in Egitto. Destinata a sepolture di nobili e funzionari connessi alle case regnanti, specie del Nuovo Regno, l'area venne sfruttata, come necropoli, fin dall'Antico Regno e, successivamente, sino al periodo Saitico (con la XXVI dinastia) e Tolemaico.

## Titolare
TT117 era la tomba di:
| Titolare                                    | Titolo                                                                       | Necropoli           | Dinastia/Periodo    | Note                                                                                  |
| ------------------------------------------- | ---------------------------------------------------------------------------- | ------------------- | ------------------- | ------------------------------------------------------------------------------------- |
| sconosciuto, poi utilizzata da Djemutefankh | Disegnatore nella Casa dell'Oro per la gloria degli dei, nel dominio di Amon | Sheikh Abd el-Qurna | XXI - XXII dinastia | versante est, in alto, della collina; la più settentrionale delle due tombe adiacenti |

## Biografia
Nessun dato è ricavabile.

## La tomba
La TT117 si sviluppa partendo da un portico colonnato in cui una stele risalente alla XI dinastia rappresenta Amenemopet, Scriba di Amon, in veste di prete che offre unguenti a una mummia. Un corridoio, sulle cui pareti sono rappresentati personaggi non identificabili, con riferimento al successivo titolare Djemutefankh, se non come "moglie del figlio" e "moglie del nipote", adduce a una piccola camera senza decorazioni.

### Annotazioni
1. ↑  La prima numerazione delle tombe, dalla numero 1 alla 253, risale al 1913 con l’edizione del "Topographical Catalogue of the Private Tombs of Thebes" di Alan Gardiner e Arthur Weigall. Le tombe erano numerate in ordine di scoperta e non geografico; ugualmente in ordine cronologico di scoperta sono le tombe dalla 253 in poi.
2. ↑  I campi della Duat, ovvero l'aldilà egizio, si trovavano, secondo le credenze, proprio sulla riva occidentale del grande fiume.
3. ↑  Nella sua epoca di utilizzo, l'area era nota come "Quella di fronte al suo Signore" (con riferimento alla riva orientale, dove si trovavano le strutture dei Palazzi di residenza dei re e i templi dei principali dei) o, più semplicemente, "Occidente di Tebe".
4. ↑  le Tombe dei Nobili, benché raggruppate in un'unica area, sono di fatto distribuite su più necropoli distinte.
5. ↑  Le note, sovente di inquadramento topografico della tomba, sono tratte dal "Topographical Catalogue" di Gardiner e Weigall, ed. 1913 e fanno perciò riferimento alla situazione dell'epoca.

### Fonti
1. ↑  Gardiner e Weigall 1913.
2. ↑  Donadoni 1999,  p. 115.
3. 1 2 3  Porter e Moss 1927,  p. 233.
4. ↑  Gardiner e Weigall 1913, pp. 26-27.